# Mathieu Coutadeur
Mathieu Coutadeur (Le Mans, 20 giugno 1986) è un ex calciatore francese, di ruolo centrocampista.